# نبرد بون‌ای
نبرد بون‌ای (به ژاپنی: 文永の役 Bun'ei no eki)، یا نخستین نبرد خلیج هاکاتا، به تهاجم نخست امپراتوری مغول به کشور ژاپن در سال ۱۲۷۴ میلادی گفته می‌شود. بون‌ای به یک دورهٔ زمانی در ژاپن مابین ۱۲۶۴ تا ۱۲۷۴ میلادی گفته می‌شود.
در زمان این نبرد سلسله یوآن در چین تحت سلطهٔ امرای مغول بود. گوریئو (کره کنونی، ۱۳۹۲–۹۱۸) نیز در سال ۱۲۳۱ میلادی به استعمار مغول درآمده بود. سپاه متحد سلسله یوآن و گوریئو بر روی هم به طور تقریبی بالغ بر ۳۳٬۰۰۰ نفر بودند. در سال ۱۲۷۴ میلادی این سپاه متحد دو روز بعد از حرکت به جزیرهٔ تسوشیما رسیدند و نیروی دفاعی این جزیره را شکست دادند. سپس در جزیره ایکی‌نوشیما و بعد از آن در سواحل خلیج هاکاتا پیاده شدند. تیرهای آغشته شده به زهر، شلیک مواد منفجره، استفاده از ابزارات جنگی یا عملیات جنگ گروهی روش‌هایی بود که ژاپنی‌ها تا به حال با آن آشنایی نداشتند و آنها را به جنگی سخت وادار کرد. در سال ۱۲۷۴ در هنگام شب در حالیکه تمامی سربازان سلسلهٔ یوآن به کشتی‌های خود در خلیج هاکاتا سوار شده بودند. بنابر برخی از منابع نیمه شب طوفان شدیدی درگرفت و بیشتر این کشتی‌ها غرق شدند.
این نبرد چند روزه تمامی تجربهٔ ژاپن از نخستین جنگ با نیروهای خارجی مهاجم بود که اگر با حوادث دیگری که در ارتباط با حملات مغول به دیگر نقاط آسیا مقایسه شود بسیار حادثهٔ کوچکی به شمار می‌رود. اما در اثر رفتار بی‌رحمانه‌ای که توسط سپاه متحد با اهالی دو جزیرهٔ تسوشیما و ایکی‌نوشیما شد نام مغول در تاریخ ژاپن بدنام شد. در مورد برخورد با اهالی ژاپن نوشته‌ای از نیچیرن (۱۲۸۲–۱۲۲۲)، رهبر فرقهٔ بوداگرایی نیچیرن باقی‌مانده مبنی بر اینکه تمامی مردان جزیره کشته یا اسیر شدند و زنان در یک جا جمع‌آوری شده کف دست آنان سوراخ شده و با طنابی که از کف دست رد شده بود، به یکدیگر متصل شدند و در درون کشتی‌ها بسته شدند. هر چند که ادعای سوراخ کردن کف دست و گذراندن طناب در هیچ نوشتهٔ تاریخی دیگری به غیر از نوشتهٔ نیچیرن دیده نمی‌شود.